# Stanley, County Durham
Stanley este un oraș în comitatul County Durham, regiunea North East, Anglia. Orașul se află în districtul Derwentside.